# Platja de Tallalauca
La Platja de Tallalauca és una platja rocosa del terme comunal de Banyuls de la Marenda, a la comarca del Rosselló.
És a la costa prop del punt més oriental del terme, el Cap de la Vella. És davant, a ponent, de la Reserva Natural Marina de Cervera - Banyuls.
És una platja rocosa, sense sorra, és un conjunt de rocs disposat en forma de W encarada a llevant. Fa uns 125 metres de longitud, amb una amplada variable.